# Powermad
Powermad ist eine US-amerikanische Power- und Thrash-Metal-Band aus Minneapolis, Minnesota, die im Jahr 1984 gegründet wurde, sich 1990 auflöste und 2007 wieder zusammenfand.

## Geschichte
Die Band wurde im Jahr 1984 gegründet. Die Gruppe nahm eine selbstbetitelte EP auf, die mit einer Auflage von 2.000 Stück über Combat Records produziert wurde. Daraufhin nahm die Band weitere Demos auf und erreichte dadurch einen Vertrag bei Warner Bros. Records. Die zweite EP The Madness Begins… erschien über Warners Schwesterlabel Reprise Records im Jahr 1988. Ein Jahr später nahm die Gruppe ihr Debütalbum Absolute Power auf. Das Lied Slaughterhouse wurde später im Film Wild at Heart – Die Geschichte von Sailor und Lula verwendet. Nach der Veröffentlichung des Albums im Jahr 1989 löste sich die Gruppe im Jahr 1990 auf und fand im Jahr 2007 wieder zusammen. Derzeit besteht die Gruppe aus Sänger und Gitarrist Joel DuBay, Gitarrist Todd Haug, Bassist Jeff Litke und Schlagzeuger Dirk Verbeuren (seit 2011).

## Stil
Die Band spielt eine Mischung aus Power- und Thrash-Metal, vergleichbar mit Werken von Metal Church, Armored Saint und Vicious Rumors.

## Diskografie
- 1985: Demo 1 (Demo, Eigenveröffentlichung)
- 1987: Absolute Power (Demo, Eigenveröffentlichung)
- 1987: Powermad (EP, Combat Records)
- 1987: Combat Boot Camp (Split mit Napalm und Have Mercy, Combat Records)
- 1988: The Madness Begins… (EP, Reprise Records)
- 1989: Absolute Power (Album, Warner Bros. Records)
- 2015: Infinite (Album, Warner Bros. Records)